# زبان واسی-وری
واسی-وری زبان مردمان واسی است که در درهٔ پارون در افغانستان گویشورانی دارد. واسی-وری از شاخهٔ زبان‌های نورستانی از خانوادهٔ زبان‌های هندوایرانی است. این زبان ایزوله‌ترین زبان نورستانی می‌باشد. همهٔ گویشوران این زبان مسلماننند. واکه‌های این زبان هشتایند: â, u, o, i, e, ü, ö, و a.

## شمارگان
| شمارگان | Vâs’i-vari Word |
| ------- | --------------- |
| ۱       | ipin or attege  |
| ۲       | lūe             |
| ۳       | chhī            |
| ۴       | chipū           |
| ۵       | uch             |
| ۶       | ushū            |
| ۷       | sete            |
| ۸       | aste            |
| ۹       | nūh             |
| ۱۰      | leze            |
| ۱۱      | zizh            |
| ۱۲      | wizū            |
| ۱۳      | chhīza          |
| ۱۴      | chipults        |
| ۱۵      | vishilhts       |
| ۱۶      | ushulhts        |
| ۱۷      | setilts         |
| ۱۸      | astilts         |
| ۱۹      | nalts           |
| ۲۰      | zū              |
| ۳۰      | lezaij          |
| ۴۰      | jibeze          |
| ۵۰      | lejjibets       |
| ۶۰      | chichegzū       |
| ۷۰      | chichegzālets   |
| ۸۰      | chipegzū        |
| ۹۰      | chipegzualets   |
| ۱۰۰     | ochegzū         |